# Янішево (Великопольське воєводство)
Янішево (пол. Janiszewo, нім. Jänisch) — село в Польщі, у гміні Понець Гостинського повіту Великопольського воєводства.
Населення — 260 осіб (2011).
У 1975-1998 роках село належало до Лешненського воєводства.

## Демографія
Демографічна структура станом на 31 березня 2011 року:
|          | Загалом | Допрацездатний вік | Працездатний вік | Постпрацездатний вік |
| -------- | ------- | ------------------ | ---------------- | -------------------- |
| Чоловіки | 130     | 22                 | 98               | 10                   |
| Жінки    | 130     | 30                 | 75               | 25                   |
| Разом    | 260     | 52                 | 173              | 35                   |